# Gérard Depardieu
Gérard Xavier Marcel Depardieu CQ (rusă: Жерар Ксавье Депардьё - Zherar Ksavye Depardyo) (n. 27 decembrie 1948, Châteauroux, Centre-Val de Loire, Franța,  pronunție (ajutor·info)) este unul dintre cei mai cunoscuți actori francezi. El a câștigat mai multe premii, incluzând câte o nominalizare pentru cel mai bun actor la Academy Award și la premiile BAFTA 1992 pentru rolul său din Cyrano de Bergerac, și o alta la Oscar în 1991. Pentru aceeași prestație de înalt nivel artistic a fost onorat cu Frunza de Palmier la Cannes în 1990. Tot datorită cunoscutului personaj al lui Edmond Rostand a primit premiul Globul de Aur pentru Cel Mai Bun Actor din Green Card.
Depardieu și-a manifestat intenția de a renunța la cetățenia franceză, iar președinția rusă a anunțat că i-a acordat-o pe cea rusă.

## Biografie
Gérard Depardieu s-a născut în Châteauroux, Indre, Franța. Este unul din cei șase copii ai lui Anne Jeanne Josèphe "la Liette" (n. Marillier) și  René Maxime Lionel "le Dédé" Depardieu, un fierar și pompier voluntar. Depardieu și-a petrecut mai mult timp pe stradă decât la școală, pe care a abandonat-o la vârsta de 13 ani. La 16 ani, Depardieu a plecat din Châteauroux la Paris, unde a studiat actoria, îndrumat de Jean-Laurent Cochet. În 1986, numele lui a început să fie cunoscut pentru performanța sa din rolul unui fermier cocoșat din filmul Jean de Florette. Cinci ani mai târziu el a câștigat un César pentru rolul său din Cyrano de Bergerac. El a jucat rolul lui Obélix în cele trei filme Astérix.

## Familie, viață personală
În 1970 Depardieu s-a căsătorit cu Élisabeth Guignot cu care a avut doi copii: actorul Guillaume (1971–2008) și actrița Julie (1973). În 1992, în timp ce era despărțit de Élisabeth, el a avut o fiică, Roxane, cu modelul Karine Sylla. În 1996 el a divorțat de Élisabeth și a început o relație cu actrița Carole Bouquet, cu care a fost căsătorit între 1997 și 2005. Pe 14 iulie 2006, actorul a avut un copil, Jean, cu Hélène Bizot, conform numărului 3089 (din 31 iulie 2008) din Paris Match. Din 2005, Depardieu trăiește cu o romancieră, absolventă a Universității Harvard, Clémentine Igou.
Pe 13 octombrie 2008, fiul său Guillaume a murit la vârsta de 37 de ani, din cauza unor complicații, datorate  unei pneumonii contractate se pare în România cu prilejul filmării peliculei Copilăria lui Icar.

## Filmografie
- 1973 Maîtresse

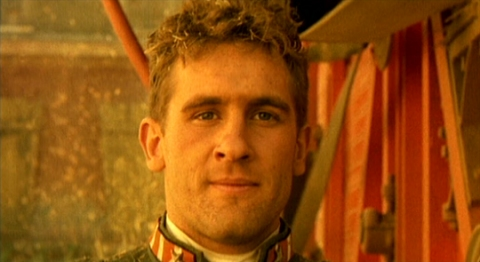
Gérard Depardieu în 1900 (1976)

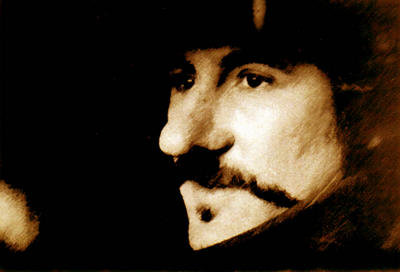
Gérard Depardieu în Cyrano de Bergerac (1990)

- 1973 Doi oameni în oraș (Deux hommes dans la ville), regia José Giovanni
- 1973 Au rendez-vous de la mort joyeuse
- 1974 Les valseuses (Going Places)
- 1974 Vecinii de dedesubt (Les gaspards), regia Pierre Tchernia
- 1975 Sept morts sur ordonnance
- 1976 Je t'aime... moi non plus
- 1976 1900 regia Bernardo Bertolucci
- 1976 La Dernière femme
- 1977 Camionul (Le Camion), regia Marguerite Duras
- 1977 Dites-lui que je l'aime
- 1978 Pregătiți-vă batistele (Préparez vos mouchoirs), regia Bertrand Blier
- 1978 Bye Bye Monkey (Rêve de singe)
- 1978 Zahărul (Le Sucre)
- 1978 The Left-Handed Woman
- 1979 Buffet froid
- 1979 Traffic Jam

- 1980 Loulou, regia Maurice Pilat
- 1980 Polițistul ghinionist (Inspecteur la Bavure), regia Claude Zidi
- 1980 Ultimul metrou (Le Dernier métro), regia François Truffaut
- 1980 Unchiul meu din America (Mon oncle d'Amérique), regia Alain Resnais
- 1981 Femeia de alături (La Femme d'à côté), regia François Truffaut
- 1981 Capra (La Chèvre), regia Francis Veber
- 1982 Întoarcerea lui Martin Guerre (Le Retour de Martin Guerre), regia Daniel Vigne
- 1983 Danton
- 1983 Les Compères
- 1984 Fort Saganne
- 1984 Tartuffe
- 1985 Police
- 1985 Une femme ou deux
- 1986 Tenue de soirée
- 1986 Les Fugitives
- 1986 Jean de Florette
- 1986 Manon des Sources
- 1987 Sous le soleil de Satan (Under the Sun of Satan)
- 1988 Drôle d'endroit pour une rencontre
- 1988 Camille Claudel
- 1989 Le choix des armes
- 1989 Trop belle pour toi de Alain Corneau

- 1990 Cyrano de Bergerac, regia Jean-Paul Rappeneau
- 1990Uranus
- 1990 Green Card
- 1991 Mon père, ce héros
- 1991 Tous les matins du monde
- 1991 Merci la vie
- 1992 1492: Conquest of Paradise, regia Ridley Scott
- 1992 Le Visionarium
- 1993 Germinal
- 1994 Le Colonel Chabert
- 1994 My Father the Hero
- 1994 A Pure Formality
- 1995 Élisa
- 1995 Les Anges gardiens (Guardian Angels)
- 1996 Unhook the Stars
- 1996 Hamlet
- 1996 Bogus
- 1998 The Man in the Iron Mask
- 1998 The Count of Monte Cristo) (TV)
- 1999 Asterix & Obelix vs Caesar

- 2000 Vatel
- 2000 Tutto l'amore che c'è
- 2000 Zavist' bogov (Gods Envy) (film rusesc regizat de V. Menshov)
- 2000 Les Misérables (TV) (co-produs de Depardieu)
- 2000 102 Dalmatians
- 2001 Le Placard (The Closet)
- 2001 CQ
- 2001 Vidocq
- 2002 Asterix & Obelix: Mission Cleopatra
- 2002 Napoléon  (TV)
- 2002 I Am Dina
- 2002 City of Ghosts
- 2002 A Loving Father
- 2003 Le Pacte Du Silence
- 2003 Crime Spree
- 2003 Bon voyage
- 2003 Nathalie...
- 2003 Tais-toi!
- 2004 36 Quai des Orfèvres
- 2004 RRRrrrr!!!
- 2005 Olé ! cu Gad Elmaleh
- 2006 Last Holiday
- 2006 Quand j'étais chanteur
- 2007 Paris, je t'aime
- 2007 La Vie en Rose (La Môme)
- 2007 Michou d'Auber
- 2007 L'abbuffata (2007)
- 2008 Asterix at the Olympic Games
- 2008 Disco
- 2008 Babylon A.D., regia Mathieu Kassovitz
- 2009 In the Beginning
- 2013 Condamnat la viață (A Farewell to Fools), regia Bogdan Dreyer